# Adirondack Phantoms
Gli Adirondack Phantoms sono stati una squadra di hockey su ghiaccio dell'American Hockey League con sede nella città di Glens Falls, nello stato di New York. Erano affiliati ai Philadelphia Flyers, squadra della National Hockey League. Nati nel 2009 e sciolti nel 2014 hanno disputato i loro match casalinghi presso il Glens Falls Civic Center.

## Storia
Nel 2008 il gruppo Comcast Spectacor annunciò la demolizione del vecchio Wachovia Spectrum, sede dei Phantoms dal 1996. Il 4 febbraio 2009 la proprietà annunciò ufficialmente di aver trovato un accordo per la cessione della franchigia al Brooks Group di Pittsburgh, intenzionati a spostare la squadra a Glens Falls.
Il Glens Falls Civic Center era già stato utilizzato dagli Adirondack Red Wings dal 1979 al 1999. Il 28 aprile 2009 il consiglio della AHL approvò l'acquisto da parte del Brooks Group e il trasferimento dei Phantoms a Glens Falls.
I Phantoms ritornarono a giocare a Philadelphia due volte presso il Wells Fargo Center, mentre la terza partita si svolse il 6 gennaio 2012 in occasione del terzo AHL Outdoor Classic. Ospitarono gli Hershey Bears presso il Citizens Bank Park, quattro giorni dopo la sfida fra Flyers e New York Rangers nel Winter Classic. La partita si concluse col successo dei Phantoms per 4-3 all'overtime.
Nel marzo del 2011 fu annunciata l'intenzione di costruire un nuovo palazzetto denominato PPL Center ad Allentown (Pennsylvania), con l'intenzione di portarvi la franchigia a partire dalla stagione 2014-2015. Nell'estate del 2014 nacquero i Lehigh Valley Phantoms, mentre in città sorsero gli Adirondack Flames sulle ceneri degli Abbotsford Heat.

### Affiliazioni
Nel corso della loro storia gli Adirondack Phantoms sono stati affiliati alle seguenti franchigie della National Hockey League:
- Philadelphia Flyers: (2009-2014)

## Record stagione per stagione
| Stagione            | Division  | Gare | V  | S  | OTL | SOL | Punti | GF  | GS  | Piazzamento | Play-off |
| ------------------- | --------- | ---- | -- | -- | --- | --- | ----- | --- | --- | ----------- | -------- |
| Adirondack Phantoms |           |      |    |    |     |     |       |     |     |             |          |
| 2009-10             | East      | 80   | 32 | 41 | 3   | 4   | 71    | 199 | 251 | 7°          |          |
| 2010-11             | East      | 80   | 31 | 39 | 4   | 6   | 72    | 197 | 248 | 7°          |          |
| 2011-12             | Northeast | 76   | 37 | 35 | 2   | 2   | 78    | 204 | 217 | 3°          |          |
| 2012-13             | Northeast | 76   | 31 | 38 | 3   | 4   | 69    | 187 | 223 | 5°          |          |
| 2013-14             | Northeast | 76   | 30 | 38 | 2   | 6   | 68    | 182 | 225 | 4°          |          |

## Record della franchigia

### Singola stagione
Gol: 30  Jon Matsumoto (2009-10)
Assist: 44  Erik Gustafsson (2010-11)
Punti: 64  Jason Akeson (2013-14)
Minuti di penalità: 331  Zac Rinaldo (2010-11)
Vittorie: 28  Michael Leighton (2011-12)
Shutout: 5  Michael Leighton (2010-11)
Media gol subiti: 2.22  Michael Leighton (2010-11)
Parate %: .926  Michael Leighton (2010-11)

### Carriera
Gol: 58  Jason Akeson
Assist: 114  Jason Akeson
Punti: 172  Jason Akeson
Minuti di penalità: 447  Brandon Manning
Vittorie: 43  Michael Leighton
Shutout: 7  Michael Leighton
Partite giocate: 256  Ben Holmstrom